# Nicolas Schöffer

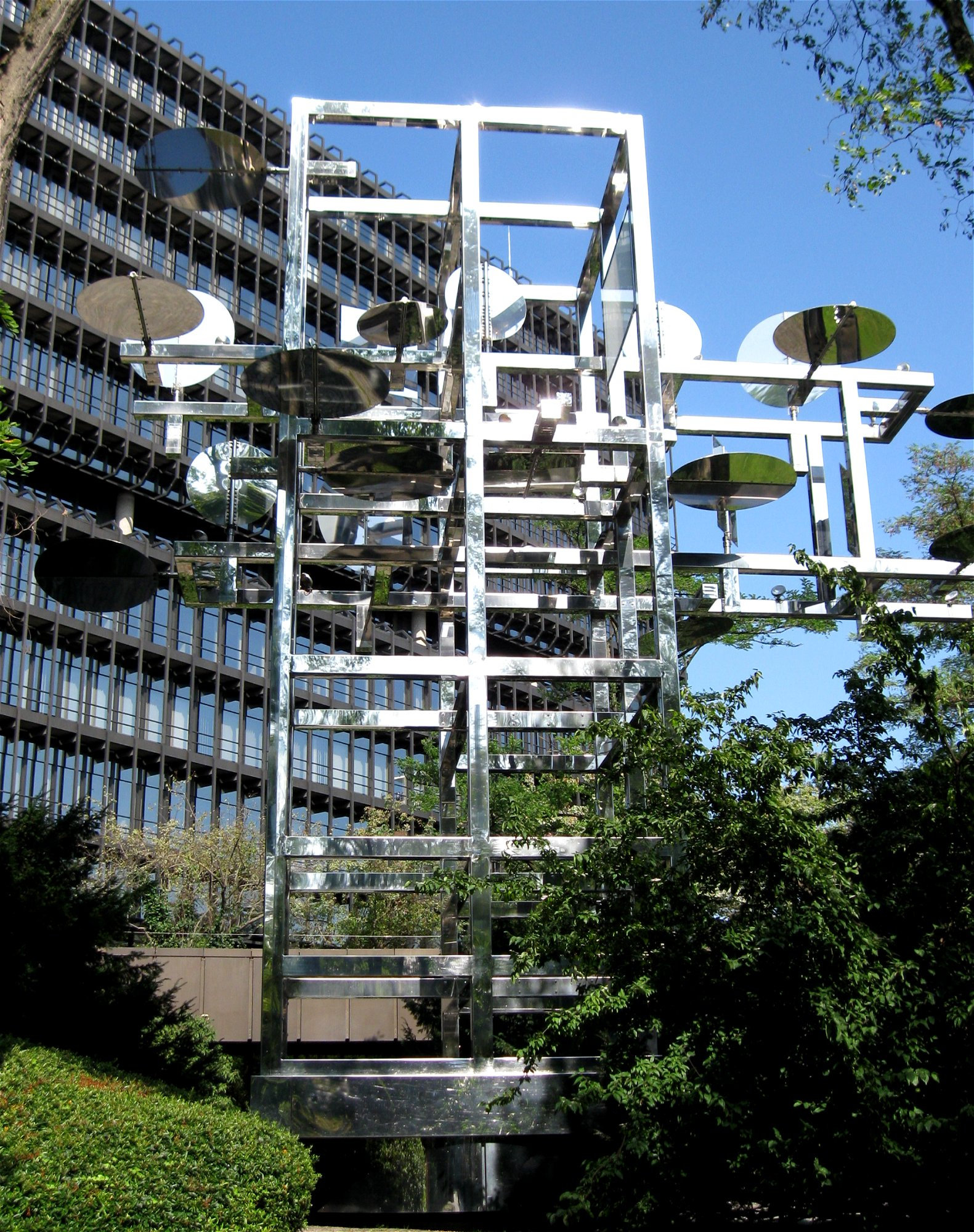
"Chronos 10B" (1980) in München

Nicolas Schöffer (Kalocsa, 6 september 1912- Parijs, 8 januari 1991) was een in Hongarije geboren Franse beeldhouwer en architect.

## Leven en werk
Nicolas Schöffer werd geboren in Kalocsa (Hongarije). Hij volgde in Boedapest een rechtenstudie en bezocht eveneens de kunstacademie. In 1936 trok hij naar Parijs, waar hij verder studeerde aan de École nationale supérieure des beaux-arts en werkte in het atelier van de schilder Fernand Sabatté. In 1948 verkreeg hij het Franse staatsburgerschap. 
Begonnen als kunstschilder en daarna als beeldhouwer, stedebouwkundige en architect, staat hij bekend als een belangrijk kunstenaar van de twintigste eeuw. Schöffer werd uitgenodigd voor deelname aan zowel de documenta II van 1959 als documenta III van 1964 in de Duitse stad Kassel. In 1968 won hij de eerste prijs bij de Biënnale van Venetië.
Als niet-commercieel kunstenaar geniet hij minder bekendheid dan anderen. Toegewijd aan artistiek fundamenteel onderzoek wilde hij de mensheid levensgenoegen teruggeven en beschermen tegen alle soorten visuele en akoestische vervuiling. 
Hij wordt wel De vader van cybernetische kunst genoemd. Hij wilde een toekomstige en niet-achteromkijkende visie van kunst brengen, die de mensheid zou kunnen helpen om zich met een goede macht op ware creatieve en bevrijdende mogelijkheden van onze tijden te ontwikkelen. Tentoonstellingen, interviews, vertoningen, films, leerstelling, monumentale beeldhouwwerken en 10 gepubliceerde boeken vormen de erfenis van deze kunstenaar en zijn werk.
In 1982 werd hij gekozen tot lid van de Académie des beaux-arts. 